# 山名枝里子
山名 枝里子（やまな えりこ、5月17日 - ）は、日本の女性声優。北海道出身。
クロコデイル フォレストリンク事業部所属。以前はトリアス、エーエス企画に所属していた。

## 出演

### テレビアニメ
- 鉄拳戦士アイアン・キッド（エリー）
- 魔法遣いに大切なこと 〜夏のソラ〜（空港アナウンス、女B）

### ゲーム
- エスプガルーダIIブラックレーベル（セセリ・覚聖前）
- エンド オブ エタニティ（コッシェ）
- おしゃれに恋して2〜おしゃれプリンセス（カレン）
- 怒首領蜂大復活（オペレーター）
- ソードアート・オンライン フェイタルバレット(役名表記なし[1])
- いつかのメモラージョ（カナーコ）
- ゴシックは魔法乙女（ティアラ）

### テレビ
- 踊る!さんま御殿!!
- 行列のできる法律相談所

### ボイスドラマ
- ソードアート・オンライン ボイス（システム音声[2]）

### オーディオブック
- シャドウ（2017年、竹内）
- 扉は閉ざされたまま（2017年）
- この嘘がばれないうちに（2018年、木嶋京子）
- 余命10年（2018年）
- 会話もメールも 英語は3語で伝わります（2019年、朗読）
- 崩れる脳を抱きしめて（2019年、榎本冴子）
- 英語ネイティブ脳みそのつくり方（2020年、朗読）
- 生命式（2022年、朗読）
- おばけ桃が行く（2022年、朗読）
- 婚活マエストロ（2024年、あきな[3]）